# Brejo Santo (ort)
Brejo Santo är en ort i Brasilien.   Den ligger i kommunen Brejo Santo och delstaten Ceará, i den östra delen av landet, 1 300 km nordost om huvudstaden Brasília. Brejo Santo ligger 386 meter över havet och antalet invånare är 27 384.
Terrängen runt Brejo Santo är platt åt sydost, men åt nordväst är den kuperad. Det finns inga andra samhällen i närheten. 
Omgivningarna runt Brejo Santo är huvudsakligen savann. Runt Brejo Santo är det ganska tätbefolkat, med 96 invånare per kvadratkilometer.